# Let the Music Play (album Barry White)
Let the Music Play è il quinto album del cantante statunitense Barry White, pubblicato nel 1976 dalla 20th Century Records.

## Storia
L'album raggiunse il #8 della classifica R&B e ottenne il #42 della Billboard 200. Raggiunse anche il #22 della UK Albums Chart. L'album raggiunse la top ten R&B con il singolo Let the Music Play, che raggiunse il #4. Ottenne anche il #32 della Billboard Hot 100 e il #9 della UK Singles Chart. Un altro singolo, You See the Trouble with Me raggiunse il #14 della classifica R&B e il #2 della UK Singles Chart. Un terzo singolo, Baby, We Better Try to Get It Together, ottenne il #29 della classifica R&B, il #92 della Billboard Hot 100 ed il #15 della UK Singles Chart. Il disco è stato rimasterizzato in digitale e ristampato su CD con l'aggiunta di alcune bonus tracks nel 2012 dalla Hip-O Select.

## Tracce
1. I Don't Know Where Love Has Gone
2. If You Know, Won't You Tell Me
3. I'm So Blue And You Are Too
4. Baby, We Better Try To Get It Together
5. You See the Trouble with Me
6. Let the Music Play

## Classifiche
Album
| Anno | Album              | Posizione | Posizione | Posizione |
| Anno | Album              | US        | US R&B    | UK        |
| ---- | ------------------ | --------- | --------- | --------- |
| 1976 | Let the Music Play | 42        | 8         | 22        |

Singoli
| Anno | Singolo                                  | Posizione | Posizione | Posizione | Posizione |
| Anno | Singolo                                  | US        | US R&B    | US Dance  | UK        |
| ---- | ---------------------------------------- | --------- | --------- | --------- | --------- |
| 1975 | "Let the Music Play"                     | 32        | 4         | 15        | 9         |
| 1975 | "You See the Trouble with Me"            | —         | 14        | 15        | 2         |
| 1976 | "Baby, We Better Try to Get It Together" | 92        | 29        | —         | 15        |